# Pseudiron
Pseudiron is een geslacht van haften (Ephemeroptera) uit de familie Heptageniidae.

## Soorten
Het geslacht Pseudiron omvat de volgende soorten:
- Pseudiron centralis